# データ操作言語
データ操作言語（データそうさげんご、英: Data Manipulation Language, DML）は、データベース利用者あるいはアプリケーションソフトウェアが、コンピュータのデータベースに対してデータの検索・新規登録・削除・更新を行うための、データベース言語もしくはデータベース言語要素である。
2007年現在、最も普及しているデータ操作言語はSQLのデータ操作言語である。
SQLは、関係データベースに対して検索や更新などのデータ操作を行うために使われる。
他のデータ操作言語としては、IMS/DL1のデータ操作言語や、CODASYLデータベース (IDMSなど) のデータ操作言語などがある。
データ操作言語は当初はアプリケーションソフトウェアによって使われるにとどまっていたが、(SQLの出現にともない) データベース利用者によっても使われるようになっていった。
データ操作言語は文の最初の単語によって示される機能をもつ。
データ操作言語における文の最初の単語は、ほとんどの場合は動詞である。
SQLの場合はこのような動詞は次のとおりである。
- SELECT - 検索する
- INSERT - 挿入する (新規登録する)
- UPDATE - 更新する
- DELETE - 削除する

データ操作言語は、データベースベンダ間で言語と機能において多くの相違点をもつ傾向がある。
SQLにはANSI/ISOにより制定された標準がある。
しかし、データベースベンダは標準の範囲を越えてそれぞれ固有の拡張機能を提供している。
データ操作言語には基本的には次の2つの種類がある。
- 宣言的データ操作言語
- 手続き的データ操作言語